# Vincenzo Pugliese Giannone
Vincenzo Pugliese Giannone (Caltanissetta, 19 agosto 1819 – Caltanissetta, 5 marzo 1892) è stato un politico italiano.
Fu senatore del Regno d'Italia nella XVII legislatura, nonché deputato del Regno per sei legislature.
Nato da Baldassare Pugliese e Michela Giannone.